# Christoph Höhne
Christoph Höhne (Borsdorf, 12 januari 1941) is een voormalig Oost-Duits atleet, die zich had toegelegd op het snelwandelen. Hij werd olympisch kampioen in deze discipline.

## Loopbaan
Höhne nam driemaal deel aan de Olympische Zomerspelen en won in 1968 de gouden medaille op de 50 kilometer. Höhne werd ook tweemaal Europees kampioen.

## Persoonlijke records
| Onderdeel          | Prestatie | Datum | Plaats |
| ------------------ | --------- | ----- | ------ |
| 50 km snelwandelen | 3:52.52   | 1974  |        |

## Titels
- Olympisch kampioen 50 km snelwandelen - 1968
- Europees kampioen 50 km snelwandelen - 1969, 1974

## Palmares

### 50 km snelwandelen
- 1964: 6e OS 4:17.41
- 1968:  OS 4:20.13
- 1969:  EK 4:12.32
- 1971:  EK 4:04.45
- 1972: 14e OS 4:20.43
- 1974:  EK 3:59.05

1932: Thomas Green ·
1936: Harold Whitlock ·
1948: John Ljunggren ·
1952: Pino Dordoni ·
1956: Norman Read ·
1960: Don Thompson ·
1964: Abdon Pamich ·
1968: Christoph Höhne ·
1972: Bernd Kannenberg ·
1980: Hartwig Gauder ·
1984: Raúl González ·
1988: Vjatsjeslav Ivanenko ·
1992: Andrej Perlov ·
1996: Robert Korzeniowski ·
2000: Robert Korzeniowski ·
2004: Robert Korzeniowski ·
2008: Alex Schwazer ·
2012: Jared Tallent ·
2016: Matej Tóth ·
2020: Dawid Tomala
- International Standard Name Identifier: 0000 0003 9164 6781
- Nederlandse Thesaurus van Auteursnamen: 305416804
- PIC: 386032
- Virtual International Authority File: 285488594
- WorldCat: E39PBJj4r9m4Cgtm9XHBrQ7fv3